# Раковорская битва

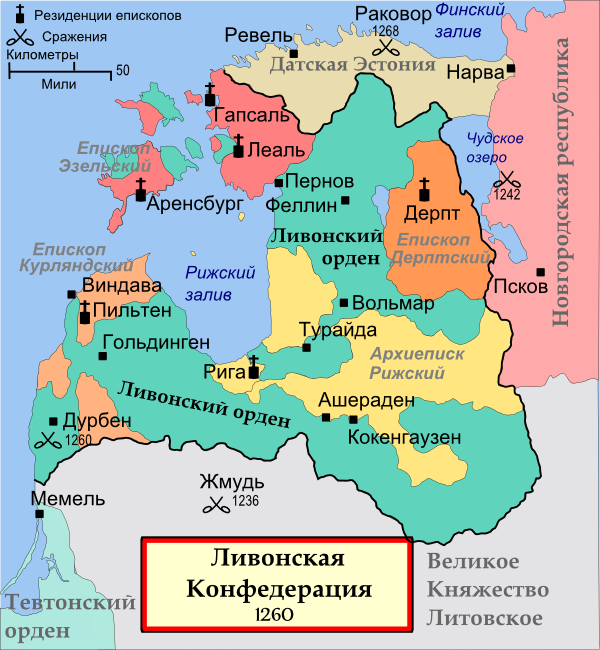
Место битвы на карте Ливонии XIII века

Раковорская битва (нем. Schlacht bei Wesenberg) — битва, состоявшаяся 18 февраля 1268 года между армиями северорусских республик и княжеств против объединённых сил рыцарей Ливонского ордена, Дерптского епископства и Датской Эстляндии вблизи крепости Раквере (Везенберг).

## Предыстория
Князь Довмонт был вынужден покинуть Великое княжество Литовское в ходе борьбы за престол по смерти Миндовга (1263 год) и был принят во Пскове. В 1267 году новгородцы организовали поход против Литвы, но из-за разногласий в среде командования поход не состоялся. Вместо этого войска вторглись в датские владения, находившиеся на территории современной Эстонии, и подступили к замку Раквере (Раковор), но после гибели от стрел семи человек из войска отступили и обратились за помощью к великому князю Владимирскому Ярославу Ярославичу, который прислал вместо себя своих сыновей Святослава и Михаила (Старшего), а также Дмитрия Переяславского и других князей.
В Новгороде началось изготовление осадных орудий для предстоящего похода. Орденские епископы и рыцари из Риги, Вильянди и Юрьева прибыли в Новгород (между 1 марта и 31 декабря 1267 года) просить мира и поклялись не помогать раковорцам и ревельцам, однако при последующем сборе войск ливонская хроника упоминает вильяндцев и воинов из других городов («вся земля Немецкая», по русской летописи).
23 января начался поход. Русские войска вторглись в землю Вирумаа, принадлежавшую датчанам.

## Ход сражения
Битва состоялась 18 февраля в сыропустную субботу.
Войско Ливонского ордена, ставшего с 1237 года Ливонским ландмайстерством Тевтонского ордена, выступило из Юрьева, и после соединения с датчанами, которые располагали более значительными силами, заняло позицию на левом фланге против Святослава, Дмитрия и Довмонта. Датчане же встали на правом, против Михаила Ярославича (Старшего).
Новгородская летопись приводит сведения об ожесточённом бое в центре между новгородцами и отрядом Ливонского ордена, в ходе которого новгородцы потерпели поражение, погиб новгородский посадник и ещё 13 знатных бояр поимённо, а с ними и многие другие, имена которых летопись не сообщает; тысяцкий же и ещё 2 знатных боярина пропали без вести, а князь Юрий бежал, в связи с чем был даже заподозрен в измене.
Между тем русские нанесли мощный удар по датским и дерптским войскам. Состав его участников называет Ливонская хроника: 5000 воинов во главе с Дмитрием Александровичем, — но сообщает о том, что рыцарям удалось малыми силами остановить его. В то же время летопись связывает с этим контрударом общую победу русского войска в битве и рассказывает о преследовании бегущего противника на протяжении 7 вёрст до самого Раковора тремя дорогами, потому что «кони не могли ступать по трупам». Герман Вартбергский упомянул, что пал дерптский епископ Александр с двумя орденскими братьями.
В это же время ливонские рыцари, опрокинув новгородцев, разграбили их обоз и сожгли осадные машины. Вернувшиеся после преследования датчан и дерптцев русские ожидали утра, чтобы сразиться с ними, но рыцари отошли. Таким образом, победу одержало русское войско, поскольку поле битвы осталось за ним. Однако сожжение осадных приспособлений немцами сделало невозможным осаду Раковора, и, в конечном итоге, определило неудачу всего похода.

## Итоги битвы
Русские войска простояли под стенами Раковора три дня. Видимо, приступить к осаде и штурму города помешала потеря в битве обоза с осадными приспособлениями (пороками). В это время псковская дружина Довмонта огнём и мечом прошлась по Виронии, чиня грабежи и захватывая пленных. Ни один замок не был осаждён или взят.
В 1269 году Орден предпринял ответный поход, закончившийся безрезультатной 10-дневной осадой Пскова, отступлением рыцарей при приближении новгородского войска во главе с князем Юрием и заключением мира «на всей воле новгородской». Спустя всего 8 лет после битвы при Дурбе с войсками Литвы крестоносцы потерпели новое поражение, приостановившее на 30 лет немецко-датскую экспансию.

## В культуре
Битва при Раковоре описана Дмитрием Балашовым в его повести «Господин Великий Новгород».